# Papoila da lembrança

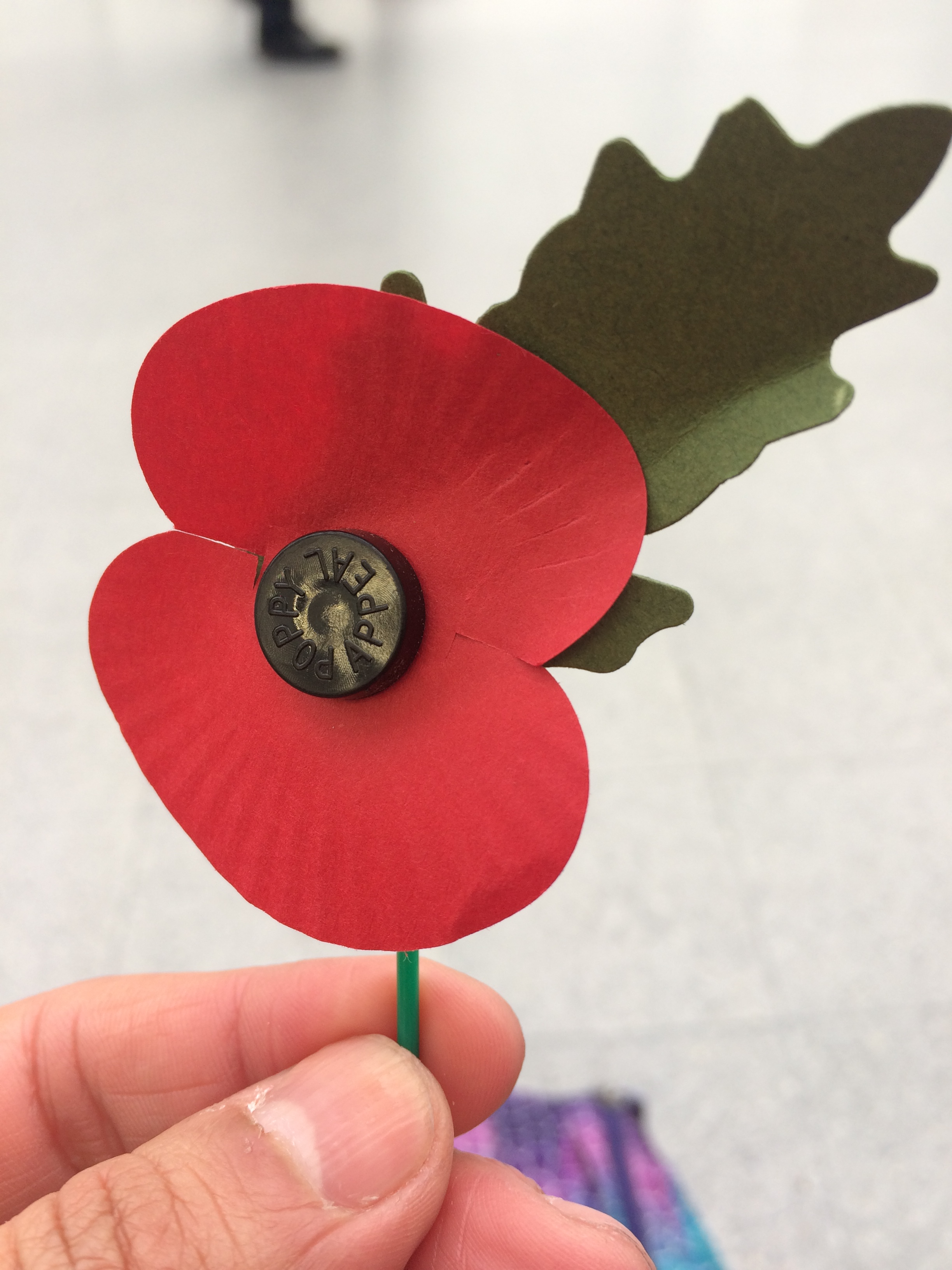
Uma papoila da lembrança

A papoula da lembrança é uma flor artificial que se usa desde 1921 para comemorar militares que morreram na guerra, e que representa uma papoila. Inspiradas no poema da Primeira Guerra Mundial "In Flanders Fields", e promovidas pela académica estadunidense Moina Michael, foram adoptadas pela primeira vez pela Legião Americana para comemorar os soldados estadunidenses mortos nessa guerra (1914–1918). Depois foram adoptadas por grupos de veteranos militares em partes do Império Britânico.
Em 1921, os primeiros exemplares foram feitos de seda, pela francesa Anna Guerim, inspirada por Moina Bell Michael.
Em 1995, já feitas de plástico, as papoilas passaram a incluir folhas.
Hoje em dia, utilizam-se principalmente no Reino Unido, Canadá, Austrália e Nova Zelândia para comemorar os seus homens e mulheres mortos em todos os conflitos. Ali, pequenas papoilas artificiais usam-se com frequência na roupa que conduz ao Dia da Lembrança/Dia do Armistício e as coroas de papoilas com frequência se colocam nos monumentos de guerra. Na Austrália e Nova Zelândia, também se usam no Dia ANZAC. Usam-se também nos Estados Unidos, ainda que em quantidade menor.
Em 2023, a flor passou a ser feita de materiais reciclados e totalmente reciclável.